# Jhula
Jhula (en népalais : झुला) est un comité de développement villageois du Népal situé dans le district de Rukum. Au recensement de 2011, il comptait 3 334 habitants.